# Kiluanji Kia Henda
Kiluanji Kia Henda (Luanda, 1979) é um autodidata artista visual angolano.

## Biografia
Nascido quatro anos após a independência em Angola (1975), Kia Henda viveu a guerra civil de 1975-2002, tendo por volta de vinte anos quando a guerra terminou. Ele vem de uma família envolvida no meio político angolano. Esta exposição a política angolana, juntamente com a sua habilidade artística, levou-o a perseguir uma carreira como artista visual. Kia Henda utiliza vários médiuns artísticos, incluindo performance, instalação e fotografia. Por esta razão, ele considera-se um artista conceitual. Kia Henda usa o meio artístico que ele considere o mais adequado para transmitir uma ideia, ou seja, o artista não fixa-se em uma única plataforma artística—ele deixa a ideia ditar, ou ordenar, o meio.

## Influências Artísticas
Para além de ter sido criado no seio de uma família política, Kia Henda cresceu com a influência de fotógrafos. Foi assim que conheceu o premiado  fotógrafo John Liebenberg em Luanda, enquanto ela realizava a cobertura da guerra civil em Angola. O fotógrafo atuou como mentor de Henda, ensinando, por exemplo, a possibilidade de usar imagens para transmitir histórias não contadas. Esta experiência, aliada a sua exposição à música, ao teatro de vanguarda e aos artistas emergentes na cena artística de Luanda, influenciou a dimensão artística de Kiluanji Kia Henda.

## Obras
Poderosa de Bom Jesus, 2008
Esta é uma fotografia de um homem vestido em roupa tradicional feminina angolana. Com o uso da identidade de gênero e os saltos altos que certamente não fazem parte da tradição africana, Kia Henda critica a identidade de gênero da cultural angolana e os seus princípios, às vezes fixos. Assim, o artista angolano convida o público-alvo a considerar uma identidade cultural mais inclusiva.
Homem Novo, 2012
Nesta obra, Kia Henda reutiliza estátuas coloniais de reis portugueses para reescrever a história de Angola. O fotógrafo convida artistas da cidade (designers de moda, poetas, figuras envolvidas no movimento LBGTQ+ no país) para “assumir o controle”, ou melhor, reapropriar, estas estátuas. Desta forma, Kia Henda contrasta o antigo e o novo, dizendo ele para “substituir os heróis de guerra por heróis culturais.”

## Exposições e Prémios[3]
- Trienial, Luanda, 2007
- 53a Bienale de Veneza, 2007
- 3a Trienal de Guangzhou, 2008
- 29a Bienal de São Paulo, 2010
- Bienal de Arte Contemporânea de Rennes, 2012
- 1a Trienal de Bergen, 2013
- Museu de Stúdio de Harlem, Nova Iorque, 2013
- Museu de Arte Moderna de Frankfurt, 2014
- Prémio Nacional de Cultura e Artes do Ministério da Cultura de Angola, 2012